# Wolf Sturm

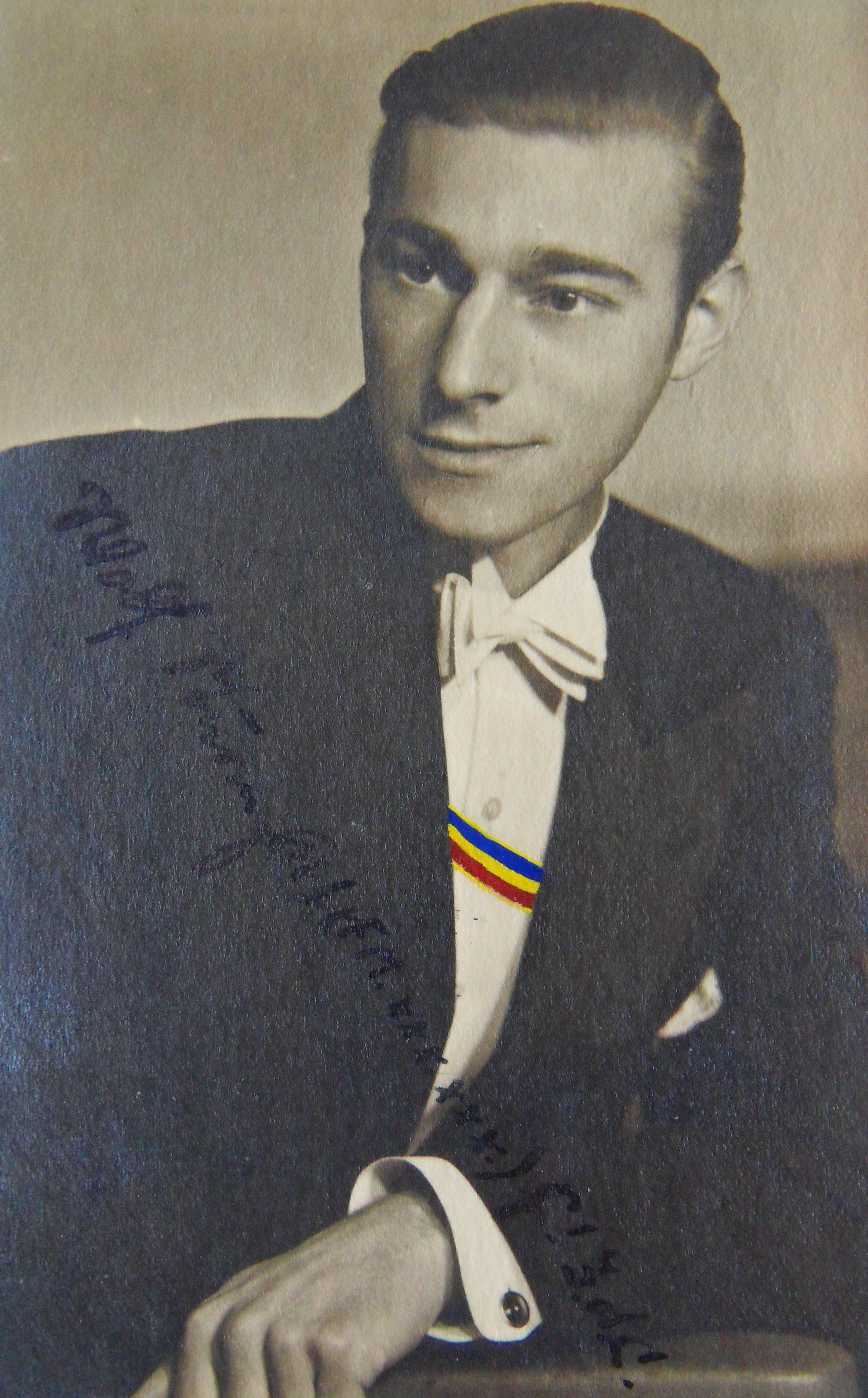
Wolf Sturm (1943)

Wolf Sturm (* 17. April 1921 in Chemnitz; † 16. Februar 2013 in Perleberg) war ein deutscher Arbeitsmediziner.

## Leben
Als Spross einer corpsstudentischen Familie und Nachfahre von Julius Sturm und Heinrich Sturm besuchte Wolf Sturm das Gymnasium Chemnitiense. Nachdem er Ostern 1939 das Abitur gemacht hatte, war er im Reichsarbeitsdienst am Westwall. Einige Wochen nach Beginn des Überfalls auf Polen wurde er entlassen und zum Medizinstudium an die Universität Leipzig kommandiert. Er meldete sich bei der Kameradschaft „Markgraf von Meißen“, die der Senioren-Convent zu Leipzig 1937 gegründet hatte.

### Student und Soldat
Die Medizinische Fakultät war mit namhaften Lehrstuhlinhabern hervorragend besetzt, im ersten „Kriegstrimester“ aber so überfüllt, dass Sturm das 1. Trimester 1940 an der Universität Graz und das 2. und 3. Trimester an der Universität Rostock studierte. Da es dort keine SC-Kameradschaft gab, schloss Sturm sich einer Kameradschaft an, die den Landsmannschaften nahe stand. Er übernahm das Amt des örtlichen Studentenführers und versuchte die vier Rostocker Kameradschaften nach Leipziger Vorbild in eine korporationsstudentische Richtung zu führen. Das blieb dem Sicherheitsdienst des Reichsführers SS nicht verborgen; der Gaustudentenführer von Mecklenburg ließ es aber bei einem strengen Verweis bewenden. Sturm exmatrikulierte sich gleich nach dem Physikum und meldete sich zum  Heer (Wehrmacht).
Am 1. Februar 1941 begann seine Grundausbildung bei einer Reitereinheit der 44. Infanterie-Division in Wien. Ab 1942 in der Sanitätstruppe, wurde er in Polen, Frankreich und Belgien eingesetzt. Zur Beendigung des Studiums wurde er ab dem Wintersemester 1942/43 zur Studentenkompanie nach Leipzig kommandiert. Aus dem corpsstudentischen Kern der „Markgrafschaft“ war dort inzwischen am 22. Juni 1942 das Corps Misnia IV entstanden. Im Wintersemester 1942/43 setzte die Leipziger Studentenführung den Kameradschaftsführer Hans-Joachim Funfack ab und verbot ihm das Betreten des Corpshauses von Lusatia Leipzig. Im „Kulturamt“ der Leipziger Studentenführung bewährt, wurde Sturm als Funfacks Nachfolger eingesetzt. Anstatt die Kameradschaft auftragsgemäß wieder auf den Kurs des Nationalsozialistischen Deutschen Studentenbundes zu bringen, trieb er als Fuchsmajor und Senior die innere Festigung des Corps voran. Auf seine Charge focht er eine Mensur gegen Hermann Rahe. Am 29. Mai 1943 wurde er Corpsschleifenträger der Lusatia. Im Juni 1944 beteiligte er sich am kühnen Versuch den Kösener Senioren-Convents-Verband zu rekonstituieren. Sturm legte im Februar 1945 ein Notexamen ab und kam als Feldunterarzt der Reserve und Bataillonsarzt in eine kämpfende Alarmeinheit. Bei der Kapitulation der Wehrmacht entging er der Kriegsgefangenschaft.

### Nachkriegszeit
Nach Wiedereröffnung der Universität Leipzig konnte er sein Studium im Herbst 1945 mit einem ordnungsgemäßen Staatsexamen abschließen. Am 26. Oktober 1945 promovierte er zum Dr. med. Da sein Corps in der Sowjetischen Besatzungszone nicht fortbestehen konnte, beschloss der Corpsburschen-Convent am 7. Dezember 1946 die Verlegung an die Friedrich-Alexander-Universität. Schon eine Woche später nahm Misnia in Erlangen als erstes Corps in der Nachkriegszeit den aktiven Betrieb auf. Als Lusatia am 3. Dezember 1949 ihre Nachfolge antrat, erhielten Sturm und alle anderen Meißner, die gefochten hatten, das Lausitzerband.

### Arzt
Sturm blieb im heimatlichen Sachsen und wurde Internist (1952) und Lungenarzt (1957). In seiner Promotion B an der Akademie für Ärztliche Fortbildung der DDR wendete er sich der Arbeitshygiene zu. Mit über 200 Publikationen und Vorträgen wurde er zu einem führenden Arbeitsmediziner in der Deutschen Demokratischen Republik. Da er nicht Mitglied der Sozialistischen Einheitspartei Deutschlands war, erhielt er keine Professur.
Hauptamtlich arbeitete er in der Inspektion für Arbeitshygiene des Bezirks Magdeburg. Nebenamtlich saß er unter anderem im Rat für die Sozialversicherung. Mit Erreichen der Altersgrenze trat er 1986 in den Ruhestand.

### Wende
Nach der Wiedervereinigung wurde in einem amtlichen Rehabilitierungsverfahren festgestellt, dass Sturm in der DDR durch Nichtanerkennung seiner wissenschaftlichen Leistungen offenkundig diskriminiert worden war. In einem Akt der Wiedergutmachung verlieh ihm der Minister für Wissenschaft und Forschung des Landes Sachsen-Anhalt am 6. Oktober 1993 den Titel Honorarprofessor.
Seit dem Bau der Berliner Mauer hatte Sturm nicht mehr an Lusatias Leben in West-Berlin teilnehmen können; er kümmerte sich aber um den Zusammenhalt der in der DDR verbliebenen Lausitzer und kam regelmäßig zu den Treffen auf der Leipziger Messe und in Ost-Berlin. Ab 1990 begleitete er den Neuaufbau des Corps in Leipzig. 1999 berichtete er über seine Familie und das Chemnitzer Gymnasium.

## Ehrungen
- Medizinalrat (DDR) (1963)
- Ehrenplakette der Deutschen Gesellschaft für Klinische Medizin (1969)
- Hufeland-Medaille (DDR) in Silber
- Obermedizinalrat (DDR) (1975)
- Preis für Medizin des Bezirks Magdeburg (1981)
- Honorarprofessor (1993)
- Ehrenmitglied des Berufsverbandes der Pneumologen Sachsen-Anhalt (1999)
- Ehrenmitglied des Corps Lusatia Leipzig (2005)